# Funkcionális élelmiszer
A funkcionális élelmiszerek olyan táplálékok, amelyek egészségvédő vagy betegség-megelőző jellemzőkkel rendelkeznek.
A funkcionális élelmiszer jellemzően olyan feldolgozott élelmiszer, amely valamilyen egészség megőrzését segítő adalékanyaggal rendelkezik. Ilyenek például a vitaminokkal vagy gyógynövény-kivonatokkal dúsított táplálékok. Némely erjesztett étel (pl. joghurtok) is funkcionális élelmiszerként vannak nyilvántartva probiotikus jellemzőik alapján.

## Fogalma
Olyan feldolgozott élelmiszerek, amelyek tápláló jellegük mellett élettanilag kedvező hatású komponenseket tartalmaznak: erősítik a szervezet védekező mechanizmusait, hozzájárulnak betegségek kockázatának csökkentéséhez, javítják a fizikai állapotot és lassítják az öregedést.

## Iparág
A funkcionális élelmiszerek iparága - beleértve az ételeket, italokat és a kapcsolódó és támogató szektorokat - az élelmiszeripar egyik legnagyobb növekedést produkáló ága az utóbbi években. A BCC Research kutatása alapján a funkcionális élelmiszerek piaca 2013-ra várhatóan 176.7 milliárd dollárt fog érni, éves növekedési üteme pedig 7,4% lesz. Ennek a nagy mértékű növekedésnek a motorja nem csak az egészségtudatos vásárlók csoportja lesz, hanem azok a népbetegségek is, amelyek civilizált életmódunkhoz köthetők és az utóbbi években különösen elszaporodtak (pl. cukorbetegség, idegrendszert, emésztőrendszert érintő betegségek, stb). Manapság még sokan szkeptikusak a funkcionális élelmiszerek jótékony hatásával kapcsolatban - ez azért van, mert hatásuk kifejtéséhez rendszeres fogyasztás kell, így az csak hónapok, évek elteltével tapasztalható. Az iparág vállalatai ezért egy független felülvizsgálati szerv felállítását szorgalmazzák, amely segítheti a fogyasztói bizalom növekedését.

## Egészségügyi hatás
A funkcionális élelmiszeripari termékek mögött általában van egy állítás azok egészségügyi hatásáról. Például: "A gabona jelentős rostforrás. Tanulmányok kimutatták, hogy a megnövekedett rostfogyasztás csökkenti a rák kialakulásának esélyét a szervezetben."
Egyes országok, mint Kanada, Svédország, vagy az Egyesült Államok specifikus törvényi szabályozással rendelkeznek ezen élelmiszerek megjelölésére. Bár ezek a jelölések gyakran inkább táplálékkiegészítőkön jelennek meg, mint ételeken, de ehhez hozzátartozik, hogy maga a funkcionális élelmiszer definíciója sem eléggé kiforrott még, folyamatosan fejlődik.

## Jelenlegi kutatások
Kanada: a Manitoba Egyetemhez tartozó Richardson Központ a Funkcionális Élelmiszerekért elsősorban a különböző zsírok, olajok, zsírsavak élettani hatásait vizsgálja.
Dr. Peter Jones a Canada Research Chair-nél az újfajta biológiailag aktív anyagok koleszterin-csökkentő hatását vizsgálja.
Új-Zéland: a New Zealand Institute for Plant and Food Research egy saját funkcionális élelmiszerekre specializált kutatócsapattal rendelkezik. Ők elsősorban a "teljes ételek" és az esszenciák hatásaira fókuszálnak. Ilyen például a különböző bogyókból kivont esszenciák hatása a sportteljesítményre és a sérülésekből való felépülés sebességére.
Egyesült Királyság: a Funkcionális Élelmiszer Központ az Oxfordi Brookes Egyetemen az első brit kutatóközpont amelynek célpontjában a funkcionális élelmiszerek vannak. Nemzetközileg ismert intézmény, a legnagyobb hírnevet a glikémiás index-szel (GI) való kutatásaiknak köszönhetik. Elsősorban fogyasztó-orientált kutatásokat végeznek és konzulensként részt vesznek az élelmiszeripar képviselői, az ENSZ és különböző kormányszervek vitáiban.
Magyarország: az USA-ban 2 felfedezését a klinikumba eljuttató Dr. Oláh Zoltán vezetésével szegedi kutatók az Alzheimer-kórra irányuló felfedezésükből kiindulva új egészségvédő élelmiszercsaládot hoztak létre. A kifejlesztett élelmiszereket a PharmacoFood klaszter elismert élelmiszeripari cégei (Hungerit, P&P Pékáru, Balogh Tészta, Favorit Pékség stb.) fogják forgalmazni.